# Idiodes introducta
Idiodes introducta är en fjärilsart som beskrevs av Walker 1860. Idiodes introducta ingår i släktet Idiodes och familjen mätare. Inga underarter finns listade i Catalogue of Life.